# Gyldenstolpia fronto
Gyldenstolpia fronto és una espècie de mamífer rosegador en la família dels cricètids. Viu al nord-est de l'Argentina i el centre-est del Brasil. El seu hàbitat natural són els aiguamolls. Es desconeix si hi ha cap amenaça significativa per a la supervivència d'aquesta espècie. El seu nom específic, fronto, significa ‘front’ en llatí.